# Глоговяну
Глоговяну (рум. Glogoveanu) — село у повіті Димбовіца в Румунії. Входить до складу комуни Шелару.
Село розташоване на відстані 59 км на захід від Бухареста, 49 км на південь від Тирговіште, 123 км на схід від Крайови, 131 км на південь від Брашова.

## Населення
За даними перепису населення 2002 року у селі проживали 922 особи, з них 921 особа (99,9%) румунів. Усі жителі села рідною мовою назвали румунську.